# Пхамтой
Пхамтой, Памятой (чечен. Пхьамтой в ед. ч. Пхьамто) — чеченский тайп, относящийся к тукхуму Шатой. Родовая гора тайпа — Пхамтой-Лам, находится в Шатойском районе Чеченской Республики Родовые селения: Памятой, Бекум-Кали, Вярды, Гуш-Корт.

## Происхождение
- Согласно основной версии считается, что было три брата: Хьакко, Пхьамто, Саьтто, каждый из которых основал свое родовое село и одноименный тайп[4].
- Есть также версия, что Пхамтой — выходцы из Пхьуматта-Цеча-Эхк[5].
- Существует легенда, что название тайпа Пхьамтой происходит от имени Пхьармат, то есть Прометей[5].

## Расселение
Помимо, собственно, родовых селений, Пхамтой широко расселены во многих районах Чечни, где в ряде случаев также являлись основателями либо сооснователями селений и хуторов.
Главным образом проживают в районах: Шатойский, Грозненский, Урус-Мартановский, Ачхой-Мартановский, Шалинский. Конкретнее в таких населённых пунктах: Шатой, Асланбек-Шерипово, Вярды, Гуш-керт, Памятой, Дачу-Борзой, Грозный, Аргун, Урус-Мартан, Старые Атаги, Гойты, Дуба-Юрт, Чири-Юрт, Гехи, Валерик, Катар-Юрт, Ачхой-Мартан, Мартан-Чу, Алхазурово, Гой-Чу, Пригородное, Гикало, Алхан-Кала, Алхан-Юрт, Хамби-Ирзи, Надтеречное, Гехи-Чу, Шаами-Юрт и др.

## История

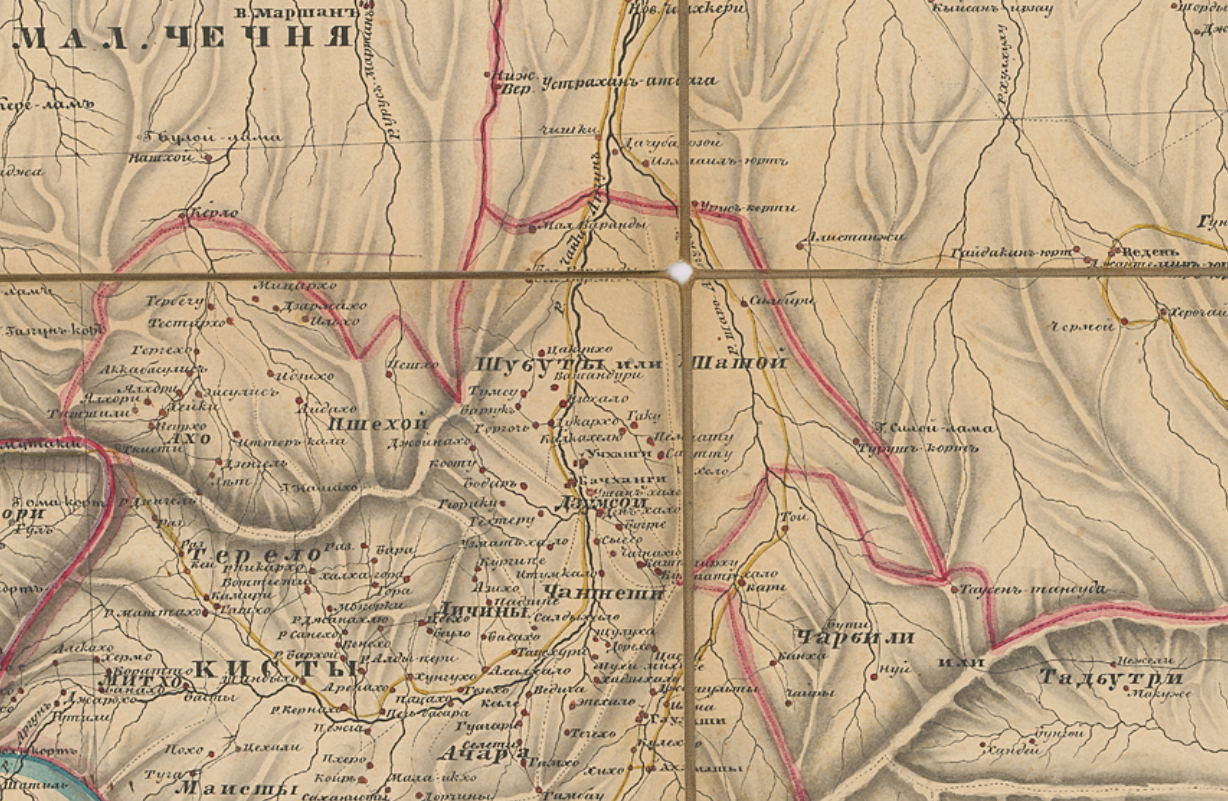
Военно-топографическая карта Кавказского края 1847 года. Общество Шатой, аул Пемато

Некоторые разбирают эндоним Пхьамтой на Пхьа, Пха — стрела, лук, пуля, также это может означать месть или селение и Мта — окончание обозначающее местность, то есть «место лучников, стрелков или поселения».
По словам 84-летнего старца из с. Гуш-Корт, в прошлом председателя Совета старейшин ЧР Сар-Али Кадаева, первооснователями Шатойского района по праву считаются памятойцы и хаккойцы, однако стоит заметить, что исторически шатойцы всё же формировались, как территориальная и социально-экономическая группа (тукхум).
Знаменитый соратник и известный наиб имама Шамиля Батуко был представителем тайпа Пхамтой. Он в своё время принимал у себя имама, которого только что изгнали из Дагестана. Семья Шамиля в течение двух лет проживала у Батуко в Пхьамтой Мохке в селении Гуш-Керт. «Центр» шатойского наибства также располагался здесь. Шамиль приглашал сюда людей, которые имели влияние в обществе, дабы те примкнули к нему: Мааш Зумсоевский, Чупалав Ачиннинский и т. д. Туда же приезжали такие знаменитые личности, как Ташу-Хаджи, Наиб Шоип, Иса Гендергеноевский.

## Известные представители
- Батуко Шатоевский — наиб Шатоевского округа, один из первых наибов. Пленён в 1858, дальнейшая судьба неизвестна[11].
- Мучаев Магомед (1882—1938) — родился в с. Бекум-Кале. Гос. служащий. С 1900 по 1938 год проработал управляющий лесным хозяйством Аргунского округа и Шатойского района. Репрессирован в 1938 году, реабилитирован посмертно в 1960 году. Внес огромный вклад в сохранение лесных массивов и животного разнообразия в Аргунском округе.
- Тамаев Аюб — абрек, ближайший соратник Зелимхана Харачоевского. Погиб в боях у Старых-Атагов.
- Мучаев Ахмед (1910—1990) — первый чеченец-выпускник Грозненского нефтяного института (1930—1935). Рационализатор, стоявший у истоков разработки первых в СССР газоконденсатных месторождений и практического применения добычи нефти и газа инновационными методами. Внес огромный вклад в открытие новых месторождений нефти, газа и новых источников воды. В нефтяной отрасли проработал с 1935 по 1980 год.
- Сакка Висаитов — кавалерист, гвардии майор, участник советско-финляндской, Великой Отечественной и советско-японской войн, участник Парада Победы. Трижды представлялся к званию Героя Советского Союза[12].
- Абдул-Хамид Хамидов — чеченский актёр, писатель, поэт, драматург, переводчик, театральный деятель, Народный артист Чечено-Ингушской АССР, член Союза писателей СССР, председатель Союза писателей Чечено-Ингушской АССР[13].
- Саид-Эмин Абуевич Януркаев (1943—1999) — известный чеченский хореограф, танцор, педагог, заслуженный артист ЧИАССР[14].
- Магомед Хатуев — участник чеченской войны. Бригадный генерал и глава пограничной и таможенной службы ЧРИ[15].
- Нурмагомед Хатуев — чеченский сепаратист. Амир Алдов и Черноречья[15].
- Вахит Акаев — советский и российский философ. Доктор философских наук, профессор, действительный член Академии наук Чеченской Республики, главный научный сотрудник Комплексного научно-исследовательского института РАН имени Х. И. Ибрагимова[16].
- Зулай Хамидова — лингвист, первая чеченская женщина — доктор филологических наук. Профессор, заслуженный деятель науки ЧИАССР, академик. Автор многочисленных научных работ по чеченскому языку и один из главных его знатоков среди современников.
- Сайпуди Натаев — чеченский историк, кандидат исторических наук, доцент кафедры «История народов Чечни» Чеченского государственного университета. Автор монографии «Об общественном институте „тукхам“ у чеченцев» и сорока научных работ, посвященных в целом истории чеченского народа. Специалист по чеченским тайпам.
- Дукузов Хамид Нанаевич (1909—1996) государственный и общественный деятель, заместитель наркома просвещения ЧИ АССР, член Оргкомитета по восстановлению Чечено-Ингушской АССР (1956—1957)[17].